# 南関インターチェンジ

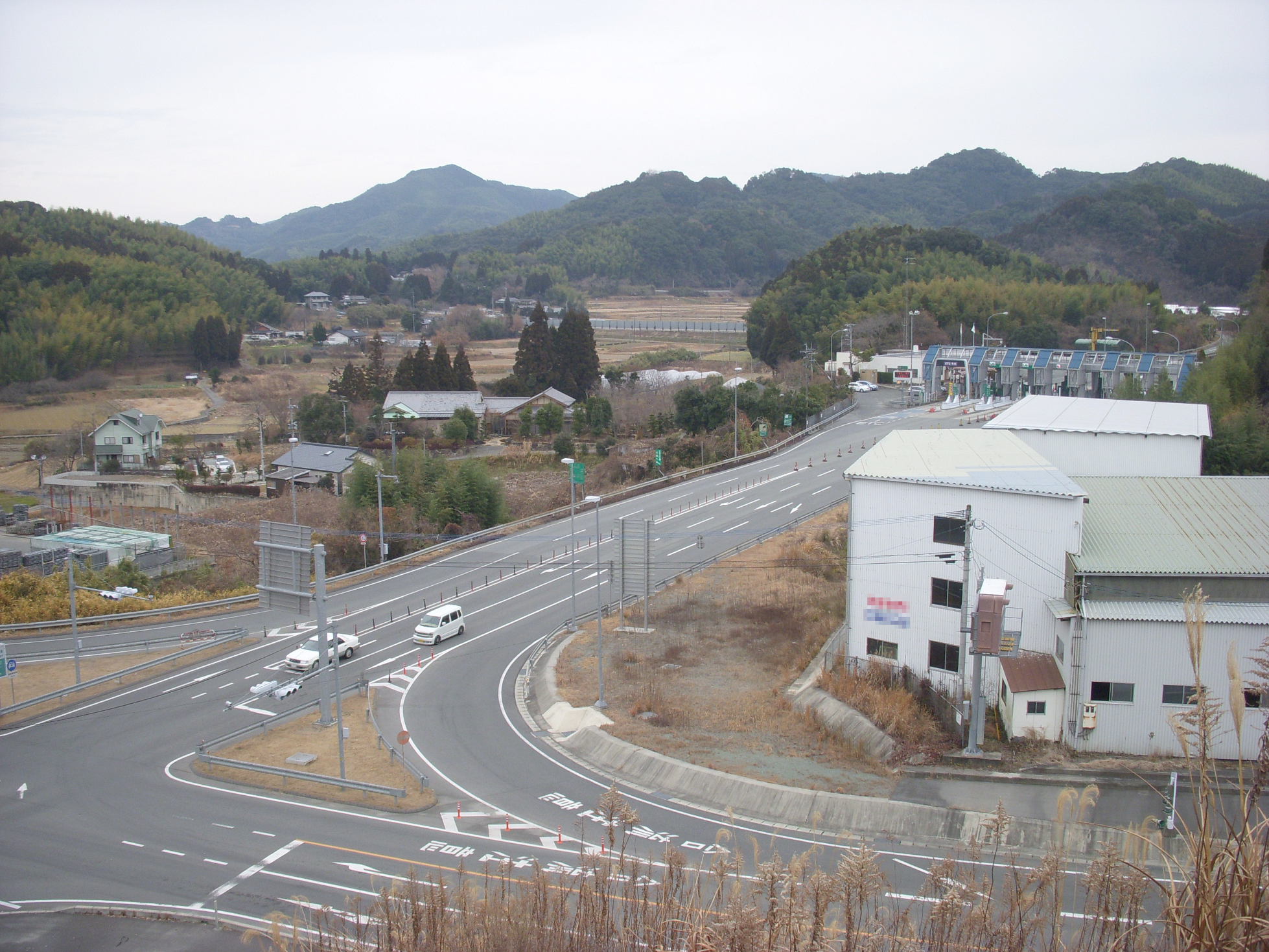
南関IC全景

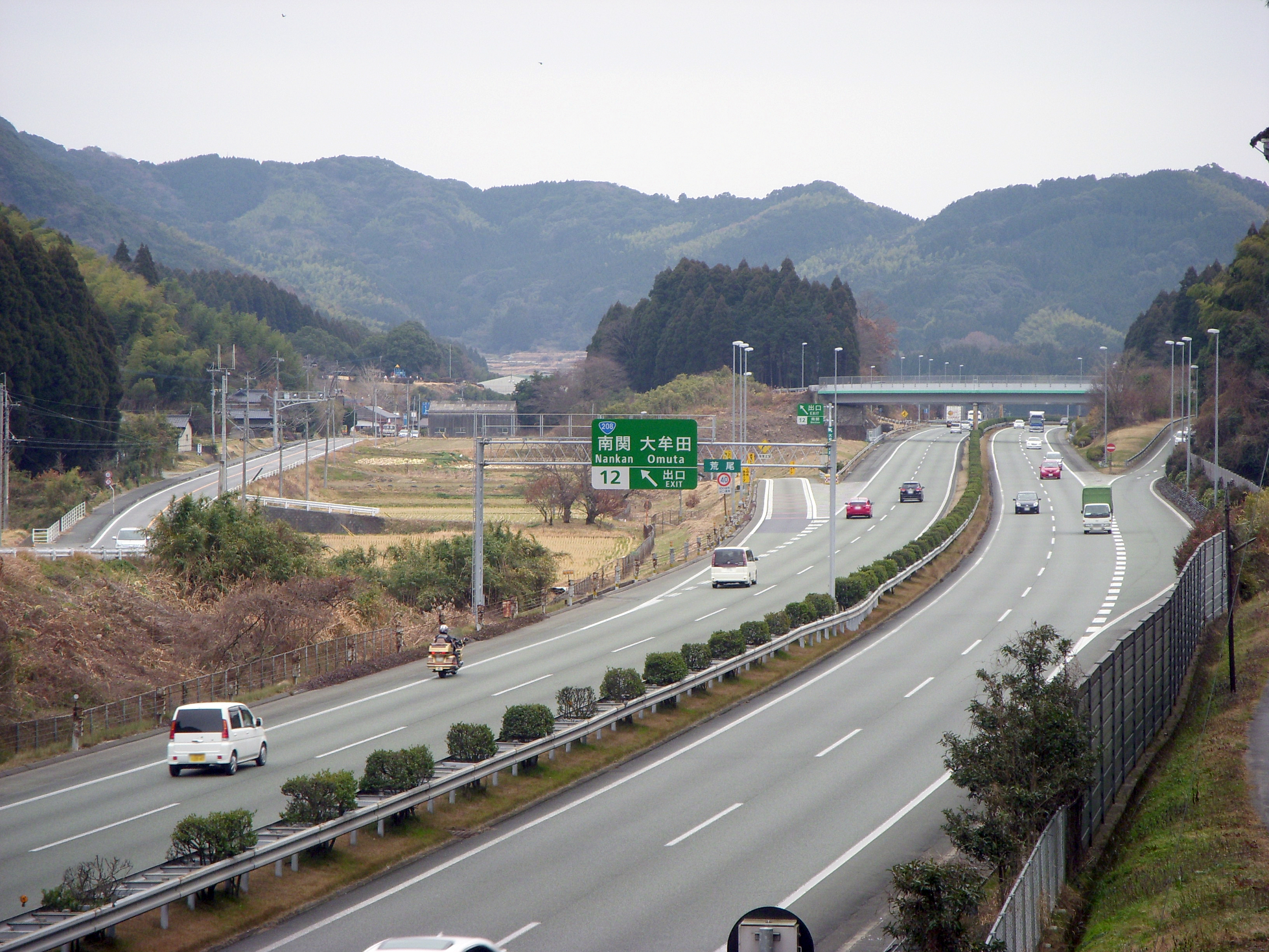
南関IC出口付近

南関インターチェンジ（なんかんインターチェンジ）は熊本県玉名郡南関町にある九州自動車道のインターチェンジである。
九州道と福岡県大牟田市および熊本県荒尾市方面を行き来する場合、このICが最寄りICとなる。またグリーンランド最寄りのICであり、有明フェリーの熊本県側からの最寄ICでもある為、渋滞ポイントとなることがある。
2025年（令和7年）3月17日より料金所がETC専用になっている。

## 道路
- E3 九州自動車道（12番）

## 料金所
- ブース数：7

### 入口
- ブース数：3
  - ETC専用：1
  - ETC/サポート：1
  - サポート:1

### 出口
- ブース数：4
  - ETC専用：1
  - サポート：3

## 接続する道路

### 直接接続
- 福岡県道・熊本県道5号大牟田南関線
- 熊本県道・福岡県道10号南関大牟田北線

### 間接接続
- 国道443号（県道10号を南関方面に約1km）
- 国道208号（県道5号または県道10号を大牟田方面に約10km）
- 有明海沿岸道路（県道10号を大牟田方面に約15km）

## 周辺
- セキアヒルズ（南関町）
- 道の駅おおむた（大牟田市）
- 九州新幹線新大牟田駅（大牟田市）
- ゆめタウン大牟田（大牟田市）
- イオンモール大牟田（大牟田市）
- 三池港（大牟田市）
- グリーンランド（荒尾市）
- あらおシティモール（荒尾市）
- 有明フェリー（長洲町）
- 平山温泉（山鹿市）
- 三加和温泉（和水町）

## 隣
E3 九州自動車道
(11-1) みやま柳川IC - 山川PA - (12) 南関IC - 玉名PA - (13) 菊水IC

## 備考
- 上り線の案内はかつて上記の「南関」「大牟田」に加えて「柳川」と記載されていたが、2009年（平成21年）3月29日に開通したみやま柳川ICへ誘導するために柳川の案内が削除されている。みやま柳川IC開通後は同インターチェンジを利用する方が柳川・大川方面へのアクセスは近い。また、下り線側の案内に｢荒尾｣と書かれた小さな標識が追加された。